# III. György brit király
III. György (teljes nevén György Vilmos Frigyes, angolul: George William Frederick; London, Nagy-Britannia, 1738. június 4. – Windsor, Nagy-Britannia, 1820. január 29.), Nagy-Britannia és Írország királya 1760. október 25-től, 1820. január 29-én bekövetkezett haláláig. Az ő uralkodása alatt írták alá 1800-ban az egyesülési törvényeket, így az addig perszonálunióban lévő Brit és Ír Királyságok Nagy-Britannia és Írország Egyesült Királysága néven társultak. Egyszerre volt a Német-római Birodalom braunschweig–lüneburgi hercege és választófejedelme, majd 1814. október 12-től Hannover királya. A Hannoveri-ház harmadik brit uralkodója volt, aki – két elődjével ellentétben – már az országban született, az angol volt az anyanyelve, és sosem járt Hannoverben.
Anglia történelmében addig példátlan hosszúságú, ötvenkilenc éves uralkodása alatt az ország számos fegyveres konfliktusban vett részt, nem csak az európai, hanem más kontinenseken is. Uralkodása első felében Nagy-Britannia legyőzte Franciaországot a hétéves háborúban, és Európa meghatározó hatalmává vált Észak-Amerikában és Indiában egyaránt. Később az ország amerikai gyarmatainak egy része sikeres függetlenségi harcot vívott ellene, majd kikiáltották az Amerikai Egyesült Államokat. A forradalmi és a napóleoni Franciaország ellen is további háborúkat vívott, amely végül Napóleon vereségével zárult a waterlooi csata során, 1815-ben. Szintén az ő uralkodása alatt zajlott 1807-ben a rabszolga-kereskedelem betiltása a Brit Birodalomban.
Élete vége felé György visszatérő, majd állandósult mentális zavarokkal küszködött. Betegsége okaként egyes szakértők a mániás depressziót, mások az örökletes porfíriát jelölték meg, ám betegségének tényleges oka továbbra is vita tárgyát képezi. György király 1810-ben történt végleges mentális leépülése okán az ország kormányzását legidősebb fia, György walesi herceg vette át, mint régens. A király végül 1820. január 29-én, nyolcvanegy éves korában hunyt el, trónon az addig régensként szolgáló fia váltotta IV. György néven. III. György megítélése sokat változott az idők folyamán: a 20. század második felében kezdődött átértékelésig az amerikai történetírás zsarnoknak, az angolok pedig „az imperializmus bukása miatti bűnbaknak” tartották.

## Ifjúsága

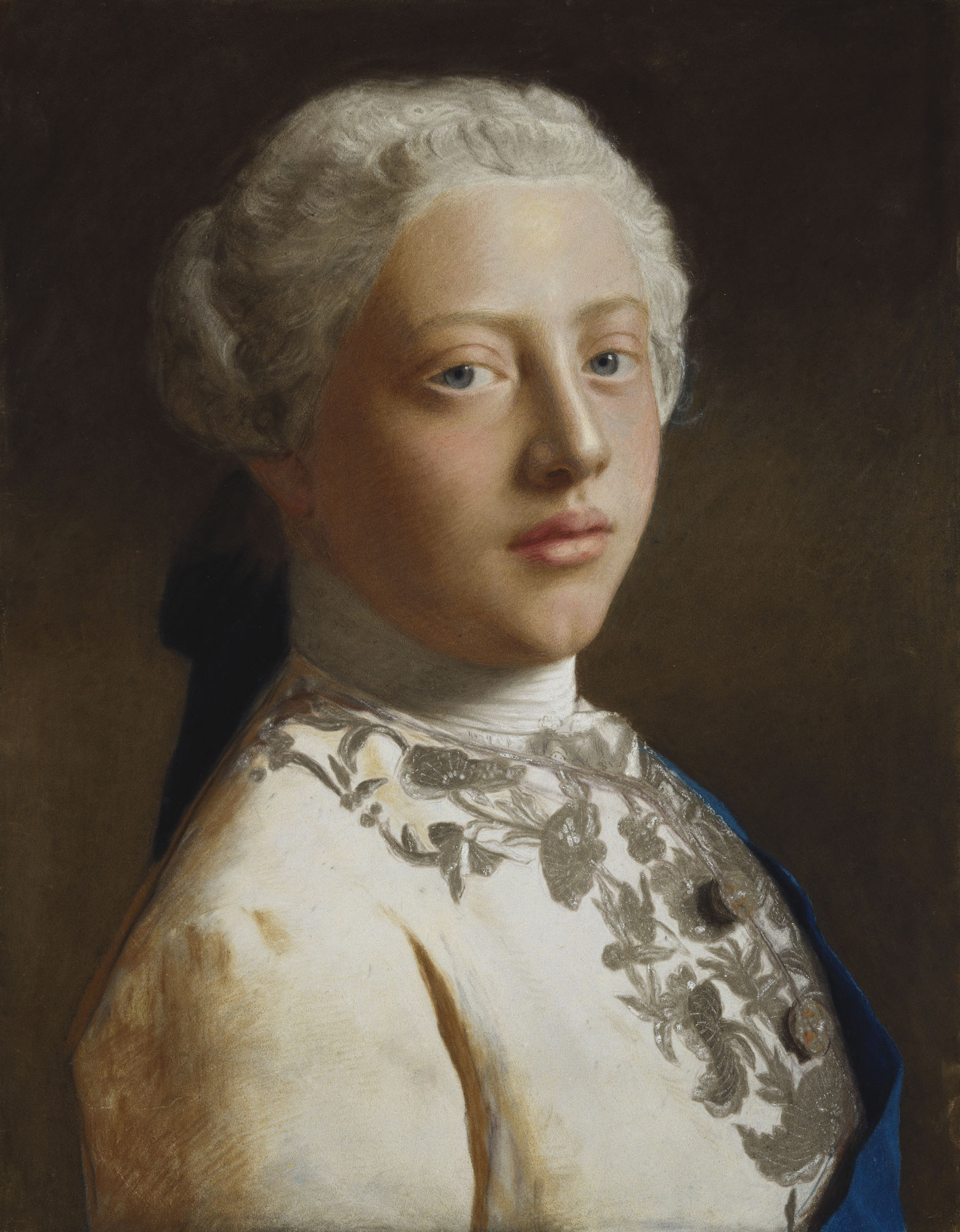
A 16 éves György (Jean-Étienne Liotard pasztellképe, 1754)

Hannoveri György Vilmos Frigyes 1738. június 4-én született Londonban, a Norfolk House palotában. Ő volt Frigyes Lajos walesi herceg (II. György brit király fia és trónjának örököse) és feleségének, Szász-Gothai Augusztának második gyermeke és első fia. Hét hónapra, koraszülöttként jött a világra, és nem hitték, hogy sokáig él, ezért már születése napján megkeresztelte Thomas Secker oxfordi püspök.
Egy hónappal később a püspök a nyilvánosság előtt újra megkeresztelte a palotában. Keresztszülei I. Frigyes svéd király (akit Lord Baltimore képviselt); nagybátyja, III. Frigyes szász-gothai herceg (őt Lord Carnarvon képviselte) és nagyapja húga, Zsófia Dorottya porosz királyné (akit Lady Charlotte Edwin képviselt) voltak.
György egészséges, de zárkózott és félénk gyerek volt. A család később a Leicester House nevű palotába költözött, ahol öccsével, Eduárd yorki és albanyi herceggel együtt magántanárok oktatták. A fennmaradt levelek tanúsága szerint nyolcéves korára megjegyzéseket tudott fűzni a politikai eseményekhez, és mind angolul, mind németül tudott írni. Ő volt az első brit uralkodó, aki módszeres természettudományos oktatásban részesült. Kémián és fizikán kívül csillagászatot, matematikát, francia és latin nyelvet, történelmet, földrajzot, kereskedelmet, mezőgazdaságot és alkotmányjogot tanult; emellett nevelése kiterjedt a táncra, vívásra és lovaglásra is.
II. György király nem kedvelte György apját, Frigyes herceget és unokái sorsát sem kísérte sok figyelemmel. 1751-ben azonban Frigyes váratlanul meghalt (felfakadt egy furunkulus a tüdejében) és György lett a trón örököse. Formálisan apja edinburgh-i hercegi címét örökölte, de a király három héttel később ráruházta a trónörökösök tradicionális rangját és Wales hercege lett.
1756 tavaszán a király felajánlotta neki, hogy tizennyolc éves korára költözzék a St James's Palace-ba, de György anyja és annak bizalmasa (Lord Bute, aki később miniszterelnöke lett) tanácsára visszautasította az ajánlatot. Anyja inkább a maga közelében tartotta a fiát, hogy gondosan vigyázni tudjon erkölcseire.

## Házassága

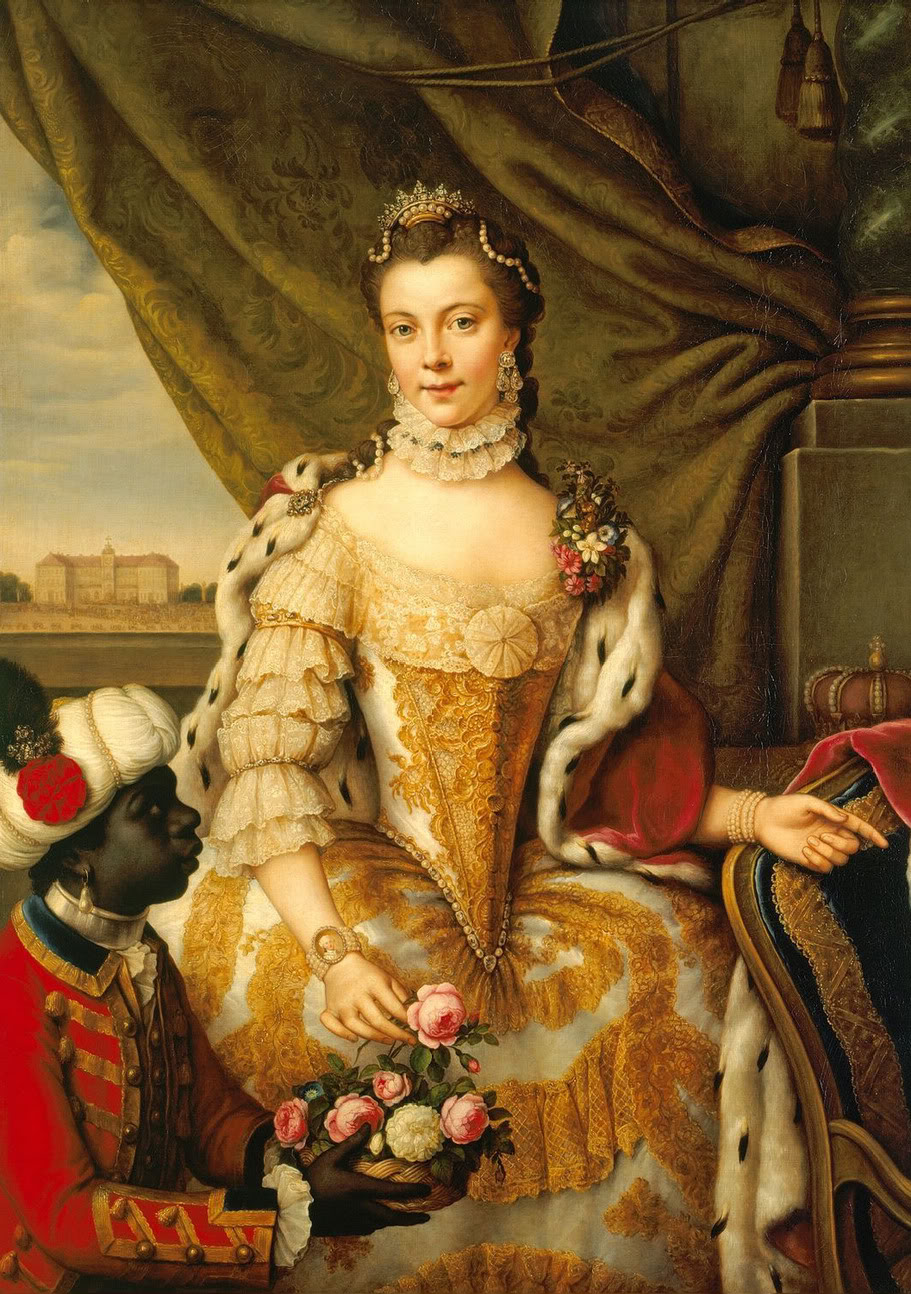
György felesége, Mecklenburg-Strelitzi Sarolta

1759-ben György beleszeretett Sarah Lennoxba, Richmond hercegének lányába, de Lord Bute lebeszélte arról, hogy megkérje a kezét, ő pedig hallgatott rá. „Egy nagy nemzet boldogsága vagy nyomorúsága függ tőlem,” írta, "és ennélfogva gyakran kell saját szenvedélyeim ellenére tennem.” Ennek ellenére visszautasította a király ajánlatát, hogy vegye feleségül Braunschweig-Wolfenbütteli Zsófia Karolinát (aki végül a Bayreuth őrgrófjához ment feleségül)
A következő évben, 1760. október 22-én II. György király két héttel 77. születésnapja előtt hirtelen meghalt. A 22 éves György Nagy-Britannia királya lett és sürgősen feleséget kerestek neki. 1761. szeptember 8-án az újdonsült király házasságot kötött Mecklenburg-Strelitzi Saroltával, akit az esküvő napján látott először. Két héttel később a westminsteri apátságban mindkettőjüket megkoronázták. György a korabeli uralkodóktól eltérően (beleértve nagyapját és fiait) nem tartott szeretőket és házassága boldognak volt mondható. Tizenöt gyermekük született: kilenc fiú és hat lány. György 1762-ben családi fészek számára megvásárolta a Buckingham House-t (később itt épült fel a Buckingham Palace) Hivatalos rezidenciája a korábbi uralkodók lakhelye, a St James's Palace maradt. Alig utazott, soha nem hagyta el Dél-Angliát. Az 1790-es években rászokott, hogy a dorseti Weymouth városában, a tengerparton töltse szabadidejét, amivel divatot teremtett és a városka az első tengerparti üdülőhellyé vált.
Korabeli pletykák szerint a tizenöt éves György beleszeretett egy nála nyolc évvel idősebb kvéker nőbe, Hannah Lightfootba, aki megszökött a férjétől. Titokban összeházasodtak, és több gyerekük is született még a herceg hivatalos házassága előtt. A híresztelések a 19. század közepén újra erőre kaptak, amikor egy szélhámosnő, Lavinia Ryves György egyik ilyen állítólagos gyermekének leszármazottjának és Cumberland hercegnőjének nyilvánította magát. A kutatás semmilyen bizonyítékot nem talált a törvénytelen házasságra, a Lavinia Ryves által felmutatott dokumentumok pedig hamisítványnak bizonyultak.

## Uralkodásának kezdete
III. György trónra lépését minden politikai erő üdvözölte, ennek ellenére uralkodásának első éveit politikai labilitás jellemezte, amelyet főleg a vége felé járó hétéves háború miatti véleményeltérések okoztak. A whigek úgy vélték, hogy a tory minisztereket részesíti előnyben, ezért önkényeskedőnek titulálták. Mivel a királyi birtokok viszonylag keveset jövedelmeztek a polgárok által fizetendő adókhoz és járadékokhoz képest, György birtokai felügyeletét átadta a parlamentnek, cserébe udvartartása tagjainak biztos évjáradékot kért. A király összesen 3 millió fontos adósságot halmozott fel, amelyet a parlament rendszeresen kiegyenlített és az évjáradékokat is megemelték időnként. Magánvagyonából nagy összegeket juttatott a Királyi Művészeti Akadémiának és jövedelmének több mint felét jótékony célokra adományozta. Műgyűjteménye számára megvásárolta Jan Vermeer Hölgy virginálnál c. festményét és néhány Canalettót, de jól ismert könyvgyűjtő is volt és könyvtára nyitva állt a tudósok előtt.

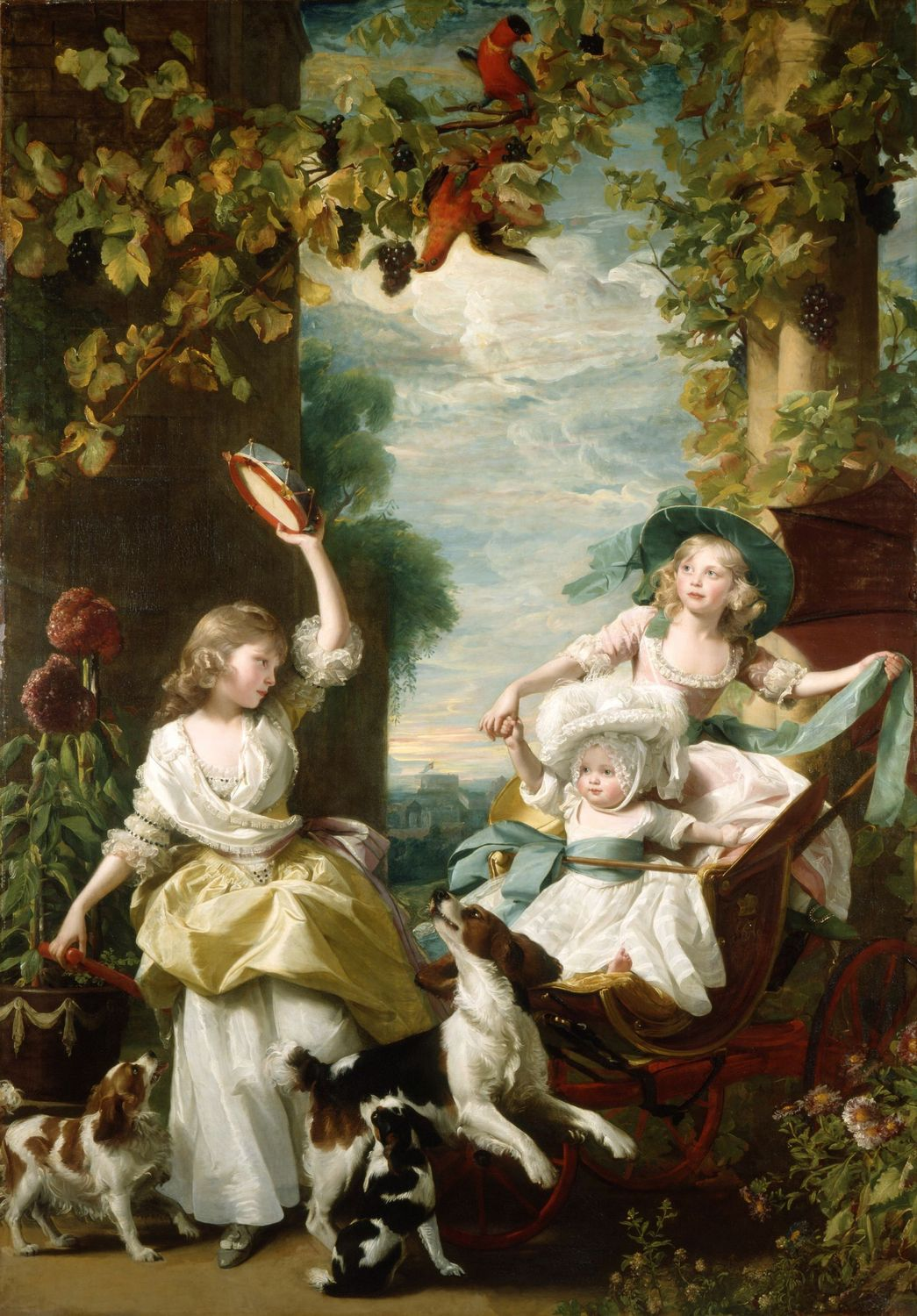
III. György király három legfiatalabb lánya (John Singleton Copley képe, kb. 1785)

1762 májusában az addig  hivatalban lévő whig kormányt a skót Lord Bute tory kormányzata váltotta fel. Ellenségei azt terjesztették, hogy viszonyt folytat a király anyjával és megpróbálták kiaknázni az angolokban élő skótellenes bizalmatlanságot. A különösen vitriolos hangvételű The North Briton újság kiadóját, John Wilkes képviselőt lázítás és rágalmazás vádjával le is tartóztatták és kizárták a parlamentből. Wilkes Franciaországba szökött és távollétében ítélték el. A hétéves háborút lezáró 1763-as párizsi béke után Lord Bute lemondott, és George Grenville miniszterelnökségével a whigek tértek vissza a hatalomba.
Ugyanebben az 1763-as évben a király proklamációt adott ki, amely az amerikai brit gyarmatok számára megtiltotta a nyugati terjeszkedést. A cél az volt, hogy a háborúban megszerzett francia többségű Kanadába és spanyolok lakta Floridába terelje a telepeseket, de azok jogaik korlátozását látták benne, és a rendelet hozzájárult az amerikai gyarmatlakók egyre fokozódó elégedetlenségéhez. Ezenkívül, mivel a gyarmatok lakosai jó néhány brit adó alól fel voltak mentve, a londoni kormány úgy vélte, hogy ideje, hogy ők is hozzájáruljanak az indián támadások és a potenciális francia invázió elleni védekezés költségeihez. Egy amerikai adója ekkor nem haladta meg az évi hat pennyt (a font egynegyvened részét), míg egy átlagangol 25 shillinget (50-szer annyit) fizetett a kormánynak. 1763-ban a korona jövedelme az amerikai gyarmatokból 1800 font volt, eközben az ottani haderő költsége 225 ezer fontot tett ki. A gyarmatlakók nem is az adófizetést sérelmezték igazán, hanem hogy mindezt a fejük fölött, a beleszólásuk nélkül döntötték el, ugyanis a londoni parlamentben nem voltak amerikai képviselők. és ez ellentmondott a brit kormányzat „nincs adóztatás képviselet nélkül” elvének. 1765-ben Grenville elfogadtatta a bélyegtörvényt, miszerint minden észak-amerikai sajtóterméket és hivatalos dokumentumot csak olyan papíron lehetett kiadni, amelyre rátették az adóbefizetést igazoló illetékbélyeget. Ebbe beletartoztak az újságok is, amelyek így az olvasók számára azonnal látható módon demonstrálhattak az adóztatás ellen. Grenville a király rosszallását is kiváltotta, mert megpróbálta korlátozni előjogait. György előbb sikertelenül megpróbálta rávenni az idősebb William Pittet a miniszterelnökség elvállalására, majd (egy rövid betegség után, ami a későbbi bajok előfutára is lehetett) végül Lord Rockingham volt hajlandó kormányt alakítani, az uralkodó pedig elbocsátotta Grenville-t.
Rockingham visszavonta a népszerűtlen bélyegtörvényt, de kabinetje erőtlen volt és 1766-ban mégis Pitt (ekkortól Lord Chatham, mert György kinevezte Chatham earljének) vette át a helyét. A következő évben Pitt megbetegedett és Grafton hercege, Augustus FitzRoy alakíthatott kormányt, bár ő 1768-ig hivatalosan nem is volt miniszterelnök. Ebben az évben történt, hogy a korábban a bíróság elől Franciaországba szökött John Wilkes visszatért Angliába és újraindulva, megnyerte a middlesexi képviselői választást. Ismét kitiltották a parlamentből, de ezután még kétszer újraválasztották és minden alkalommal ismét kitiltották; végül az alsóház úgy döntött, hogy indulása eleve érvénytelen volt és a második helyezettnek adta a mandátumot. Grafton kormánya 1770-ben megbukott és a Lord North által vezetett toryk visszatérhettek a hatalomba.

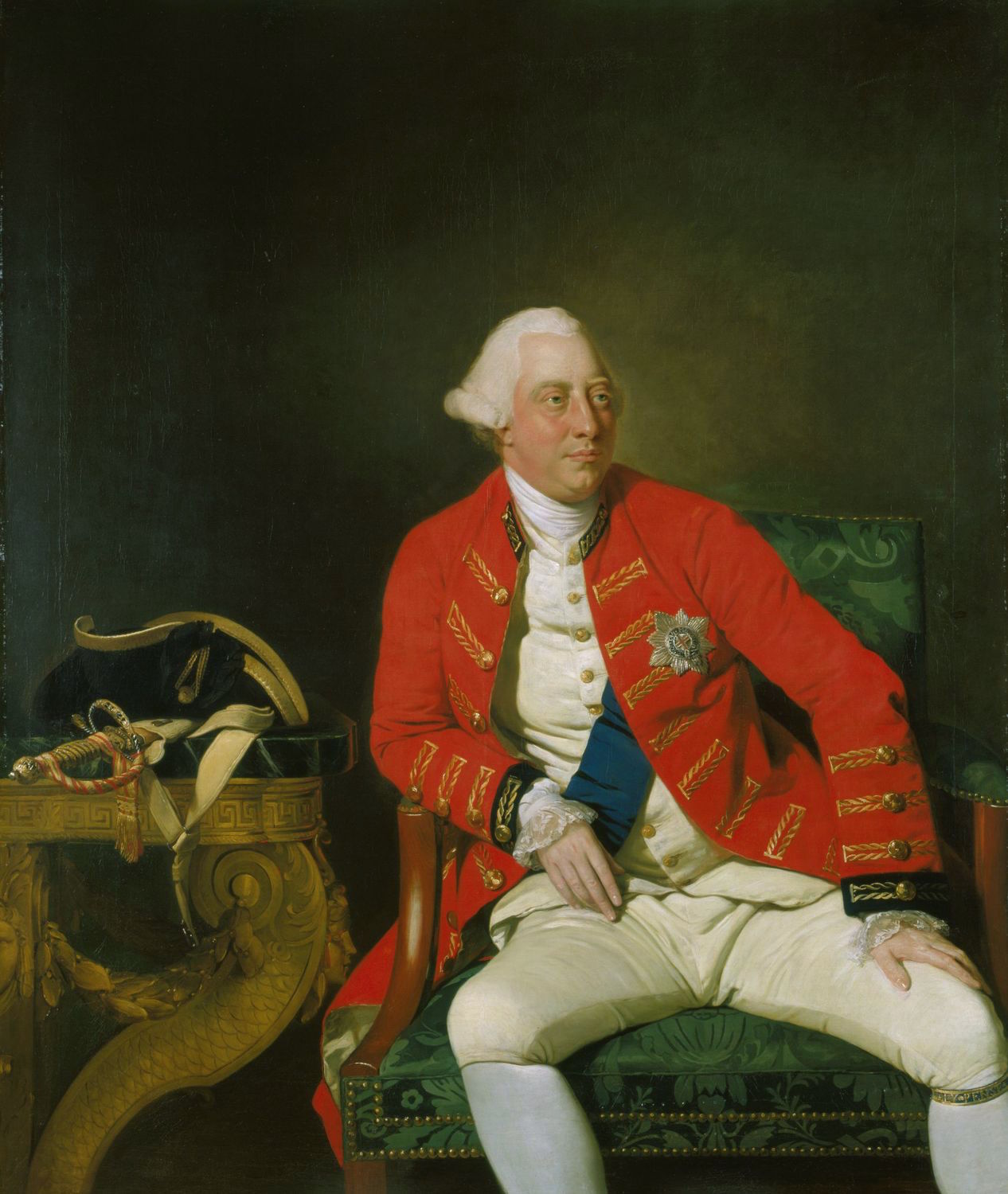
III. György portréja (Johann Zoffany képe, 1771)

György mélyen vallásos volt, és órákig volt képes imádkozni, ám öccsei nem osztoztak hitbuzgalmában. 1770-ben Henrik cumberlandi hercegről kiderült, hogy elcsábította Lord Grosvenor feleségét, a következő évben pedig feleségül vette Anne Hortont, egy közrendű nőt (mi több, özvegyet). A király felháborodott a választásán, öccse feleségét nem tartotta megfelelőnek a királyi házba és a német törvények is tiltották, hogy gyerekeik a hannoveri trónra kerülhessenek. 1772-ben áterőltetett a parlamenten egy törvényt, amely a királyi ház tagjainak közrendűekkel való házasságát az uralkodó engedélyéhez kötötte. Nem sokkal később kiderült, hogy másik öccse, Vilmos Henrik gloucesteri herceg már évekkel korábban titokban egybekelt Edward Walpole (Robert Walpole miniszterelnök öccse) törvénytelen lányával. A király egyik sógornőjét sem volt hajlandó fogadni az udvarnál.
Lord North kormányának legfőbb gondja az egyre növekvő amerikai nyugtalanság volt. Hogy lecsillapítsák a kedélyeket, a tea kivételével valamennyi árucikk vámját eltörölték. 1773-ban a bostoni kikötőbe befutó hajókra rátörtek a radikális gyarmatosok és a tengerbe szórták a tearakományt ("bostoni teadélután”). Az akció miatt a londoni kormány kezdett hajlani a keményebb fellépésre, még Pitt is egyetértett a kormányfővel, hogy a tea vízbeszórása „bizonyosan bűncselekmény” volt. A parlament támogatta Lord North határozott büntetőintézkedéseit: Boston kikötőjét bezárták, Massachusetts helyi kormányzatának felsőházát pedig a továbbiakban nem az alsóház választotta, hanem közvetlenül a király nevezte ki tagjait. A forradalomhoz vezető folyamatban az amerikai történetírók korábban zsarnokként mutatták be Györgyöt, de ő alapvetően politikai megoldást szorgalmazott és a kormány intézkedéseit támogatta, még akkor is, ha kimenetelüket illetően szkeptikus volt. Egy legenda szerint György az amerikai forradalom kirobbanásának napján azt írta naplójába, hogy „ma semmi fontos dolog nem történt”, valójában viszont egyáltalán nem írt naplót.

## Az amerikai függetlenségi háború
A Tizenhárom gyarmat politikai aktivistái azután sem hátráltak, hogy London példát statuált Massachusettsszel. 1774-re valamennyi gyarmaton kiépítették a brit közigazgatást megkerülő önkormányzati struktúrákat. 1775 áprilisában a lexingtoni és concordi csatákban sor került az első fegyveres összetűzésre a brit garnizon és a helybeli milíciák között. A király proklamációban hirdette ki, hogy az észak-amerikai gyarmatok fellázadtak és a lázadás vezetői árulóknak tekintendők. Egy évnyi harc után a gyarmatok 1776 júliusában kikiáltották a függetlenségüket. A helyi lakosság támogatását kérve felsorolták György elleni panaszaikat „lemondatta a helyi kormányzatot;… fosztogatta tengereinket, kirabolta partjainkat, felégette városainkat és elpusztította népünk életét.” III. György New York-i aranyozott lovasszobrát ledöntötték. A brit csapatok 1776-ban elfoglalták New Yorkot, de elvesztették Bostont. A Kanadából indult legfontosabb hadművelet a saratogai vereség után dugába dőlt és John Burgoyne tábornok kénytelen volt letenni a fegyvert a felkelők előtt.
A vereség ellenére a parlament és a brit közhangulat a háború folytatása mellett volt. György több kisebb német államból (köztük Hessenből és Hannoverből) segédcsapatokat és zsoldosokat toborzott, hogy tartani lehessen a frontot Amerikában.
Lord North felajánlotta lemondását William Pitt javára, de György ezt nem fogadta el; helyette azt javasolta, hogy Pitt kapjon egy tárcát a North-kormányban. Pitt erre nem volt hajlandó, de röviddel később, 1778 májusában meg is halt. 1778 tavaszán Nagy-Britannia legfőbb riválisa, Franciaország szövetséget kötött a felkelőkkel; majd a szövetséghez hamarosan Spanyolország és Hollandia is csatlakozott. Miután a kabinetből két miniszter is távozott, Lord North újra felajánlotta a lemondását, de György ragaszkodott ahhoz, hogy maradjon. A költséges háború elleni tiltakozás egyre erősödött, míg 1780 júniusában zavargások is kitörtek Londonban.
A brit csapatok Camdennél és a guilfordi bíróság épületénél győzni tudtak, így a lojalisták egészen Charleston 1780-as elvesztéséig hittek a végső győzelemben. 1781 végén Yorktown ostroma után azonban az amerikai brit erők főparancsnoka, Lord Cornwallis is letette a fegyvert. Ennek hatására Lord North parlamenti támogatottsága megcsappant, ő pedig rövidesen lemondott. György maga is megfogalmazott egy lemondási nyilatkozatot, amit végül is nem tett közzé. A párizsi béketárgyalások után 1783-ban Nagy-Britannia elismerte az Egyesült Államok függetlenségét, a hétéves háborúban elvett Floridát pedig visszaszolgáltatta Spanyolországnak.

## Parlamenti válság

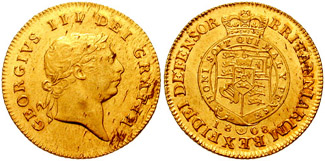
Fél guinea-s aranypénz György arcképével (1808)

Lord North lemondása után ismét Lord Rockingham lett a miniszterelnök, ám néhány hónappal később meghalt. A király Lord Shelburne-t nevezte ki a helyére, a házelnök Charles James Fox azonban képtelen volt őt elfogadni és William Cavendish-Bentinck portlandi herceget szerette volna kormányfőnek. Az alsóház végül leszavazta Shelburne-t és helyét Cavendish-Bentick vette át, akinek kormányában Fox a kül-, Lord North a belügyminiszteri szerepet vállalta.
A király utálta Foxot; mind politikáját, mind személyét. Úgy vélte, hogy elvtelen politikus, aki rossz hatással van a trónörökösre. Ellenére volt, de mégis ki kellett neveznie miniszternek, mert a kormány mögött határozott parlamenti többség állt. Ellenérzései csak fokozódtak, amikor a kormány beterjesztette az indiai gyarmatok kormányzásának reformját, amely a Kelet-indiai Társaság helyett parlamenti biztosok kezébe helyezte volna a hatalmat. A megnevezett biztosok valamennyien Fox szövetségesei voltak. Az alsóház elfogadta a törvényt, de György tudtára adta a Lordok Házának, hogy személyes ellenségének fog tartani minden főnemest, aki megszavazza a rendeletet; így az el is bukott a felsőházi szavazáson. Három nappal később György leváltotta a kormányt és az ifjabb William Pittet bízta meg kabinetalakítással. 1783 decemberében az alsóház megszavazott egy javaslatot, amely „főbenjáró bűnnek” nyilvánította volna az uralkodó beavatkozását a parlamenti szavazás menetébe. Három hónappal később a kormány megbukott, a parlament pedig feloszlott. Az ezután következő választáson Pitt kényelmes többséget szerzett.

## Az ifjabb William Pitt

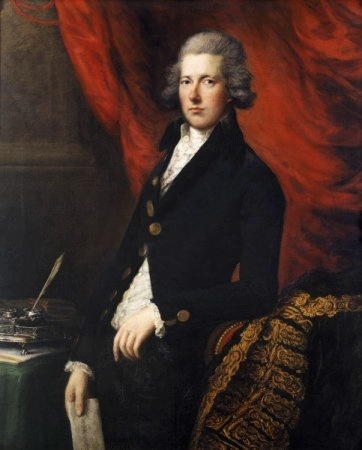
Az ifjabb William Pitt (Gainsborough Dupont képe, kb. 1787)

György nagy győzelemként értékelte Pitt megválasztását. Bebizonyította, hogy nem kell vakon követnie az alsóházi többség akaratát, és a közvélemény segítségével saját maga is alakíthatja az ország politikáját. A király mindenben támogatta Pitt kormányzását, és korábban nem tapasztalt mértékben adományozott főnemesi címeket, hogy növelje híveinek számát a Lordok Házában. Ebben az időszakban György népszerű volt az ország lakói körében. Becsülték vallásosságáért és azért, hogy hűséges maradt a feleségéhez. Gyerekeit szerette, de egyúttal szigorúan nevelte őket. Gondos vallásos nevelésben részesültek, már reggel héttől megkezdődtek leckéik. György nagyot csalódott, amikor felcseperedő gyermekei nem követték azt az istenfélő életmódot, amit elvárt volna tőlük, és maga is betartott.
Ekkorra György egészsége megrendült. Elmebetegség tünetei jelentkeztek nála, amit talán örökletes porfíria okozott, bár vannak akik ezt kétségbe vonják. Egy 2005-ös vizsgálat nagy mennyiségű arzént talált a király hajában, ami talán gyógyszer vagy kozmetikum révén jutott a szervezetébe. A mérgezés is okozhatta betegségét. Kezdeti tünetek már 1765-ben is jelentkeztek, de 1788 nyarától hosszabb és súlyosabb szakaszok kezdődtek a betegségében. A parlamenti ülésszak végeztével Cheltenham fürdőibe utazott, de állapota tovább romlott. Novemberre súlyosan zavart állapotba került, órákig beszélt szünet nélkül, ami miatt habzott a szája és berekedt. Különböző történetek kezdtek el terjedni környezetében, például, hogy kezet rázott egy fával, mert azt képzelte róla, hogy az a porosz király. Az orvosok nem tudtak mit kezdeni vele; vagy lekötözték, amíg megnyugodott, vagy mustáros borogatást tettek rá, hogy „kivonják belőle a káros testnedveket”.
Eközben az alsóházban Pitt és Fox azon vetélkedett, hogyan oldják meg az uralkodó cselekvésképtelensége miatt felmerülő helyzetet. Mindketten a király legidősebb fiát, a leendő IV. Györgyöt kívánták régensnek, de míg Fox teljes jogkörrel kívánta őt felruházni, Pitt attól tartott, hogy a trónörökös elbocsátja, ezért korlátozni kívánta régensi jogaiban. 1789 februárjában elfogadták a régensi kinevezésről döntő határozatot, de mielőtt még a Lordok Háza elfogadhatta volna, III. György állapota javulni kezdett.

## A francia forradalom és a napóleoni háborúk

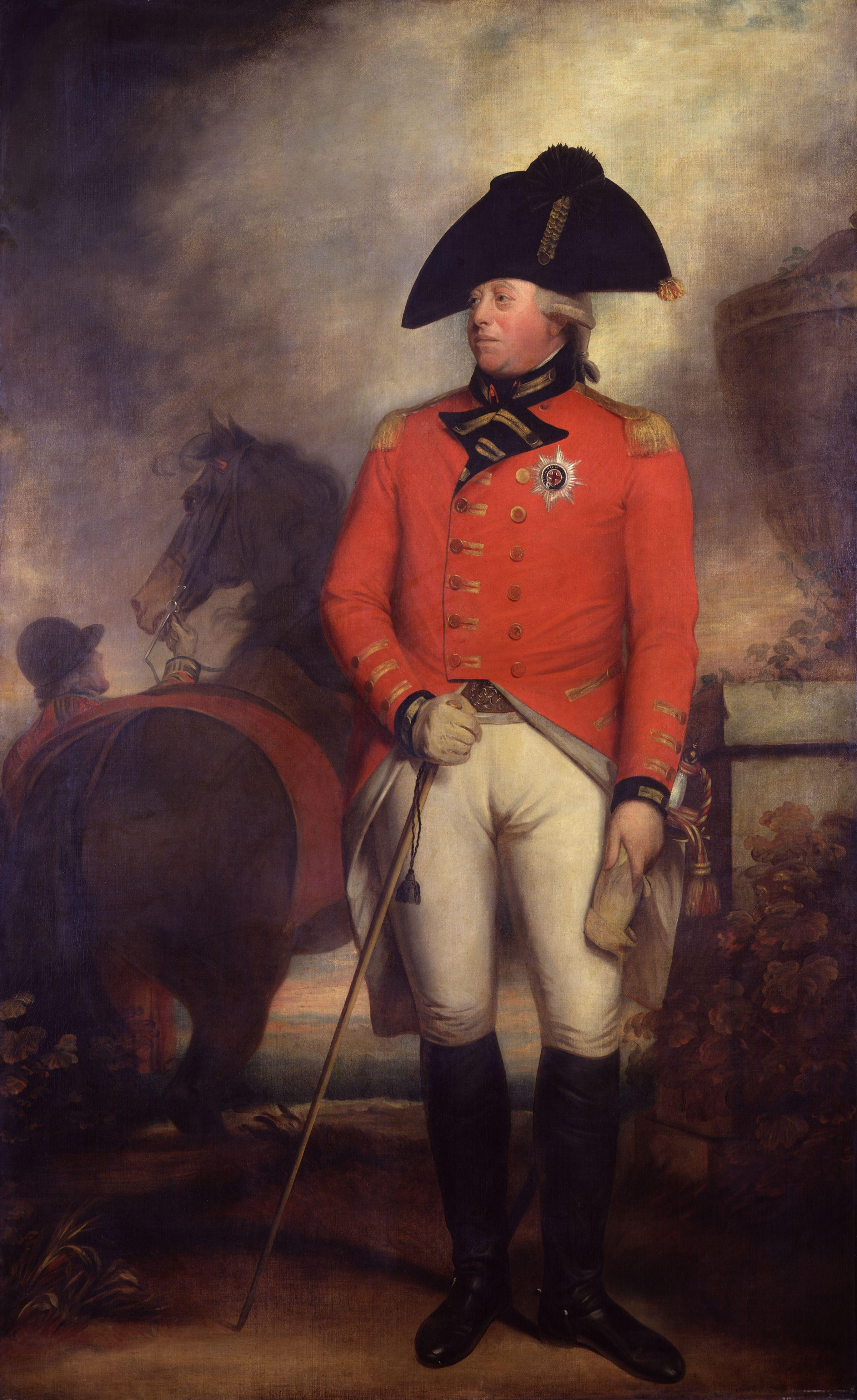
György tábornoki egyenruhában (William Beechey képe, 1799/1800)

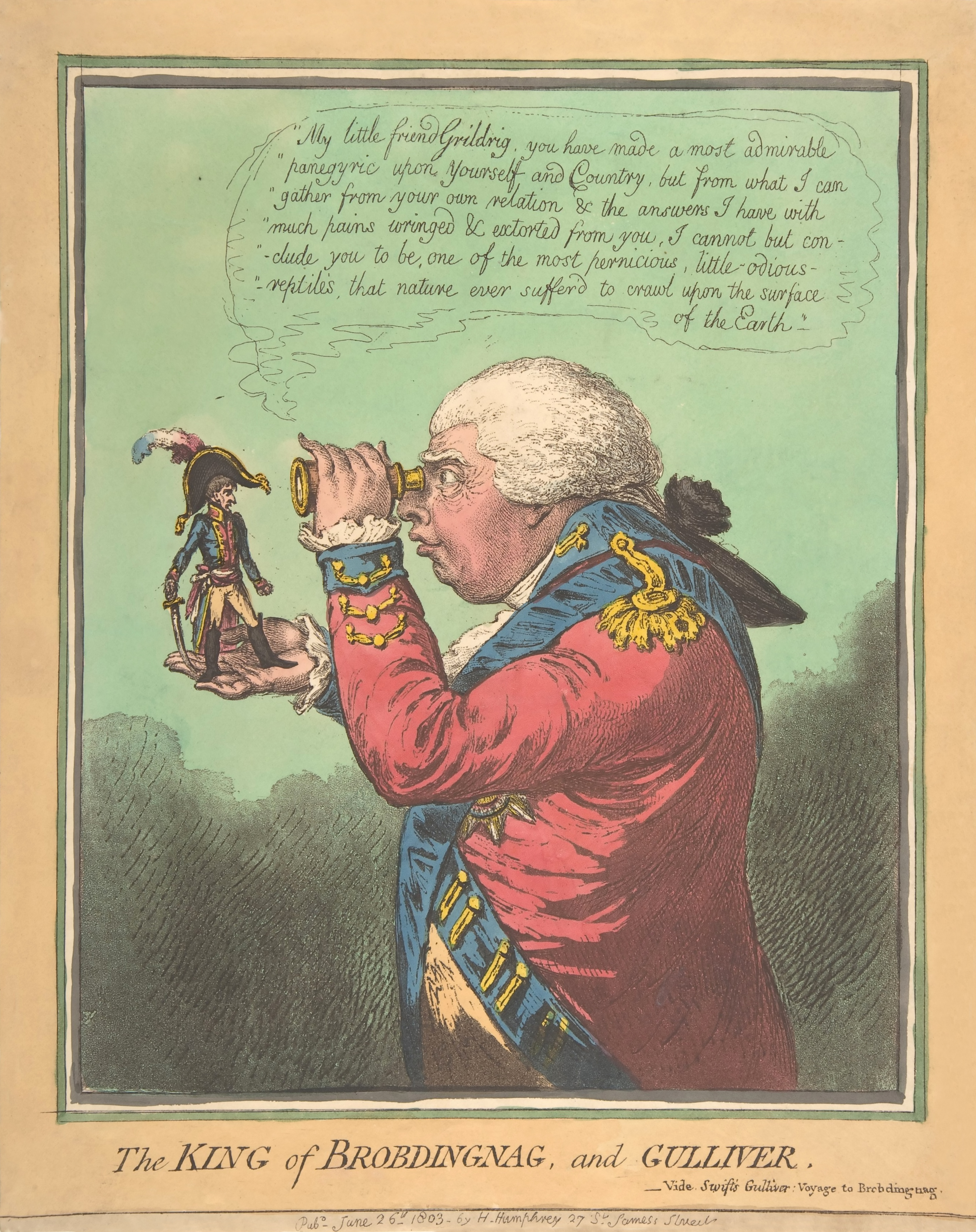
Korabeli karikatúra a mini-Napóleont kezében tartó angol királyról (1803)

III. Györgyöt elmebeteg merénylők háromszor is megtámadták. 1786-ban Margaret Nicholson egy desszertkéssel próbálta sikertelenül megszúrni, 1790-ben John Frith egy követ dobott a hintajára, 1800-ban pedig James Hadfield pisztollyal lőtt rá egy színházban. A király egyik alkalommal sem sebesült meg, és megbocsátott támadóinak, amitől népszerűsége jelentősen megugrott.
Az 1789-ben kirobbanó forradalom megdöntötte a francia monarchiát és a brit földbirtokosok aggódva figyelték a szomszédjukban zajló fejleményeket. 1793-ban a forradalmi francia kormány hadat üzent Nagy-Britanniának. György engedélyezte, hogy a miniszterelnök hadiadót vessen ki, katonákat sorozzon és felfüggessze a habeas corpus-t. Az első koalíciós háború során a britek Ausztriával, Poroszországgal és Spanyolországgal szövetségben harcoltak a franciák ellen, de a szövetség 1795-ben felbomlott, miután a poroszok és a spanyolok különbékét kötöttek. A második koalíciót (Nagy-Britannia, Ausztria, Oroszország, Törökország) 1800-ban győzték le a franciák; ezután már csak a La Manche-csatorna biztonságában meghúzódó britek maradtak hadiállapotban a Francia Köztársasággal és első konzuljával, Bonaparte Napóleonnal.
A harcok ideiglenes szüneteltetésével a lélegzetvételhez jutott Pittnek alkalma nyílt az ír kérdés rendezésére. Az írek röviddel korábban fellázadtak és 1798-ban a franciák megkísérelték a partraszállást is a szigeten. 1800-ban a londoni parlament és a protestánsok által dominált ír országgyűlés elfogadta a két ország unióját kimondó törvényt, amely létrehozta Nagy-Britannia és Írország Egyesült Királyságát. György egyúttal lemondott a Franciaország királya cím használatáról (amit az angol uralkodók III. Edward óta felsoroltak címeik között). Felmerült, hogy hozzák létre a Brit-szigetek Császárságát, ám György ezt elutasította. Az unióval létrehozása után Pitt el kívánt törölni néhány jogi korlátot, amely az ír katolikusokat sújtotta, de a király kijelentette, hogy a katolikusok emancipációjával megsértené a koronázási esküjét, amiben ígéretet tett a protestáns vallás védelmére. György elmeállapota is visszaesett, amit ő a katolikuskérdés miatti aggodalmaknak tulajdonított. Pitt 1801 februárjában lemondott és helyette Henry Addington parlamenti házelnök lett a miniszterelnök, aki ellenezte az emancipációt, megszüntette a jövedelmi adót és megkezdte a hadsereg leszerelését. Októberben fegyverszünetet kötött a franciákkal, 1802-ben pedig aláírta az amiens-i békét.
1803-ban a hadiállapot kiújult és a békepárti Addington helyzete bizonytalanná vált, a közvélemény inkább Pittet látta volna szívesen a miniszterelnöki székben. Várható volt, hogy Napóleon inváziót kísérel meg a szigetország ellen és az angolok tömegesen jelentkeztek önkéntesnek. Félmillióan nézték végig, amikor György a Hyde Parkban szemlét tartott 27 ezer önkéntes fölött. Az egyik udvaronc így írt 1803 novemberében: „A király ténylegesen felkészült hogy támadás esetén harcba szálljon, holmija készen áll és fél órán belül indulásra kész lehet". Miután azonban Horatio Nelson a trafalgari csatában tönkreverte a francia flottát, az invázió veszélye elhárult.

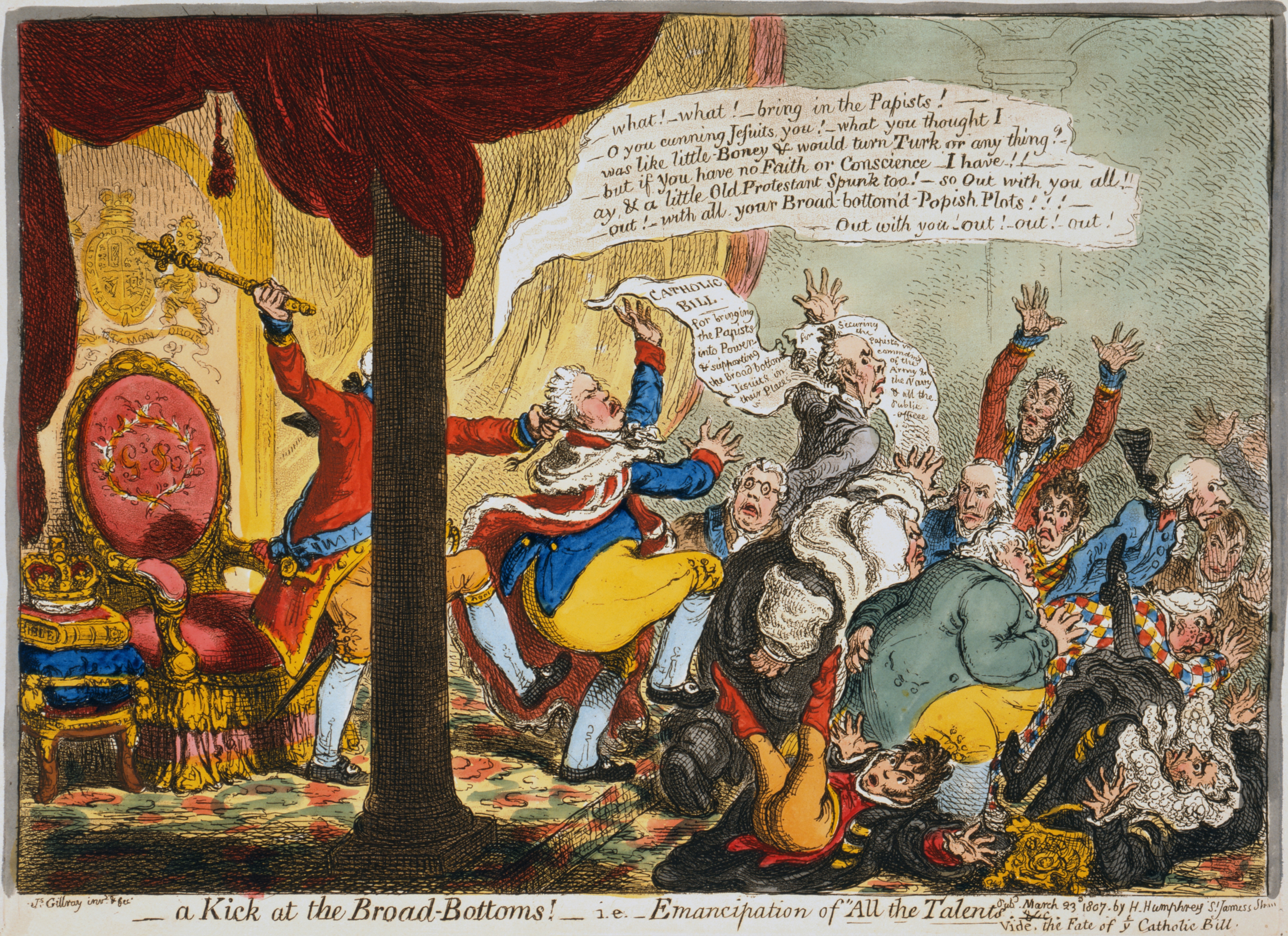
György elbocsátja a „minden kiválóságok kormányát” (1807-es karikatúra)

1804-ben György betegsége kiújult, majd miután állapota javult, Addington lemondott és helyét Pitt vette át. Pitt szeretett volna Foxnak is egy miniszteri tárcát, de a király ezt ellenezte. A Foxot ért igazságtalan bánásmód miatt Lord Grenville (későbbi miniszterelnök) nem is vállalta a felkínált miniszteri helyet a kormányban. Pitt Ausztriával, Oroszországgal és Svédországgal kötött újabb koalíciót, de ez is a korábbiak sorsára jutott: a francia győzelmek után 1805-ben felbomlott. Az erejét megfeszítő Pitt megbetegedett, és 1806-ban meghalt. A király Lord Grenville-t bízta meg a kormányalakítással, aki valamennyi politikai erő vezetői részvételével egységkormányt (az ún. „minden kiválóságok kormánya”) hozott létre, amelyben benne volt Fox is. György beletörődött Fox részvételébe és békülékenynek mutatkozott iránta (a politikus röviddel később, 1806 szeptemberében meg is halt). A kormány felvetette, hogy a hadsereg létszámának növelése céljából engedélyezzék, hogy a katolikusok számára minden tiszti rang elérhető legyen; a király azonban határozottan ellenezte a javaslatot és azt is megtiltotta, hogy később bármikor felvessék. A miniszterek elfogadták az uralkodó akaratát, de a jövőt illetően nem vállaltak kötelezettséget; mire György feloszlatta a kormányt és Portland hercegét bízta meg a miniszterelnöki teendők formális ellátásával. A tényleges hatalom Spencer Perceval pénzügyminiszter kezében volt. A parlament is feloszlott és az ezt követő választások biztos kormánypárti többséget eredményeztek. Ez volt III. György utolsó komolyabb beavatkozása országa politikájába.

## Kései évei

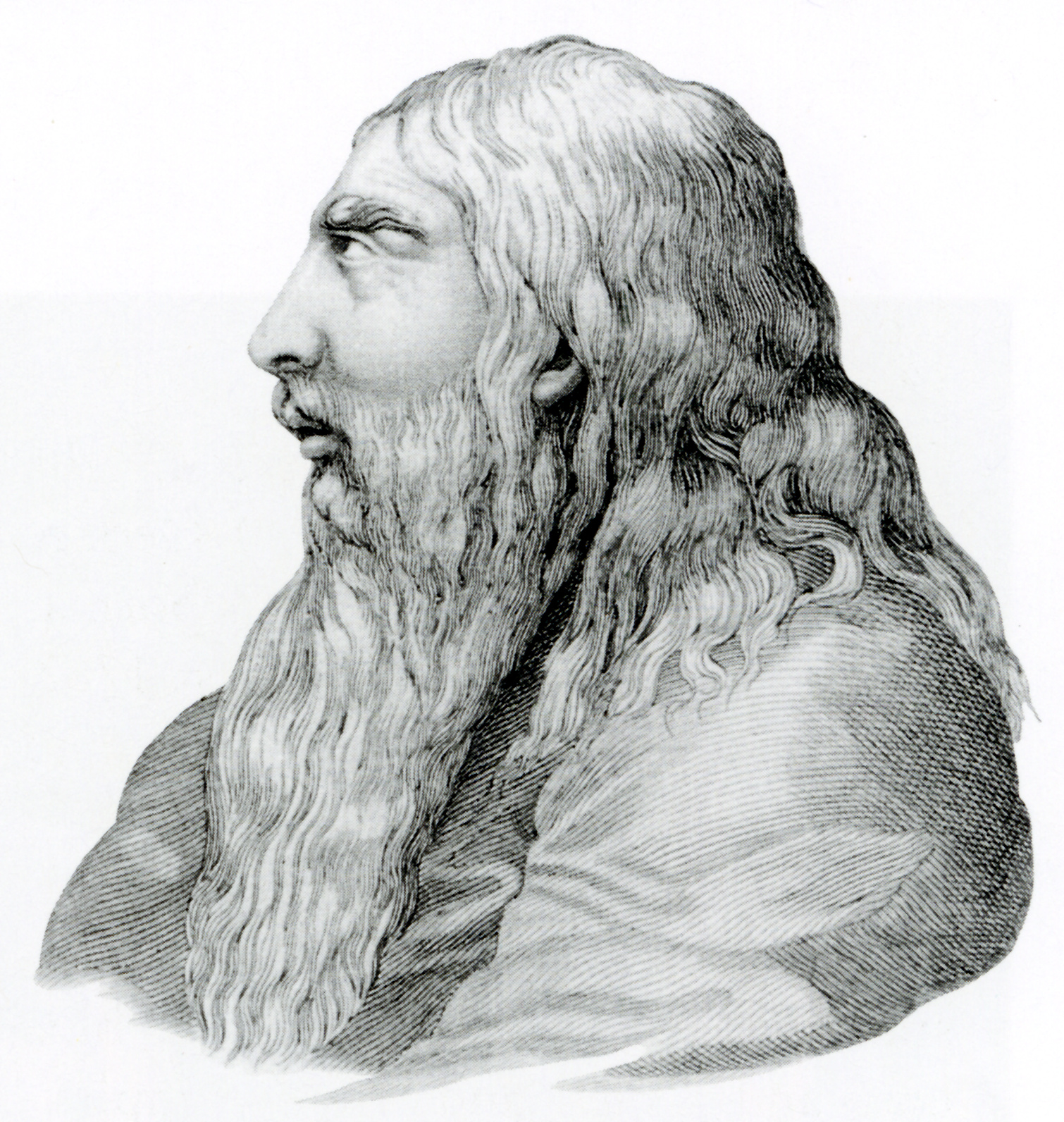
Az idős III. György

A közvélemény szemében rendkívül népszerű György 1810-re komolyan megbetegedett. Elmebetegségén kívül látása megromlott, majdnem megvakult és reumája is kínozta. Ő maga úgy vélte, hogy rossz állapotának oka legfiatalabb és kedvenc lányának, Amália hercegnőnek halála fölött érzett gyásza. A hercegnő dajkája ezt mondta róla: „minden nap a gyötrelem és sírás jelenetei;... leírhatatlan búskomorság.” 1811-re belátta, hogy nem képes ellátni teendőit és elfogadta, hogy legidősebb fia a régense legyen. A walesi herceg ezután kilenc évig, egészen III. György haláláig régensként kormányozta Nagy-Britanniát. 1811 májusban egy rövid időre jobban lett, de az év végére végleg visszatért elmebetegsége és a király egészen haláláig elzárva élt a windsori kastélyban.
Spencer Perceval miniszterelnököt 1812-ben meggyilkolták, helyette Lord Liverpool vezette az országot, amelynek szövetségeseivel közösen sikerült legyőznie Napóleont. A háborút lezáró 1815-ös bécsi kongresszuson Hannover jelentős területi nyereséget könyvelhetett el és az idejétmúlt választófejedelemségi státuszból (a Német-római Birodalom megszűnése után nem volt választandó császár) királysággá konvertálták.
Eközben György betegsége egyre előrehaladottabbá vált. Elmebaja mellett teljesen megvakult és hallása is megromlott. Nem volt képes felfogni, hogy Hannover királya lett vagy hogy felesége 1818-ban meghalt. 1819 karácsonyán egyhuzamban 58 órán át értelmetlenül beszélt. Ekkor már képtelen volt járni. 1820. január 29-én, este 8 óra 38 perckor halt meg, hat nappal negyedik fia, Edward kenti herceg elhunyta után. Mellette volt kedvenc fia, Frigyes yorki herceg. III. Györgyöt február 16-án temették el a kastély Szt. György-kápolnájában.
Györgyöt fiai, előbb IV. György, majd IV. Vilmos követték Nagy-Britannia trónján, de egyiküknek sem volt törvényes utódja, így utánuk Edward kenti herceg lánya, Viktória került az ország élére, a Hannoveri-ház utolsó uralkodójaként.

## Megítélése

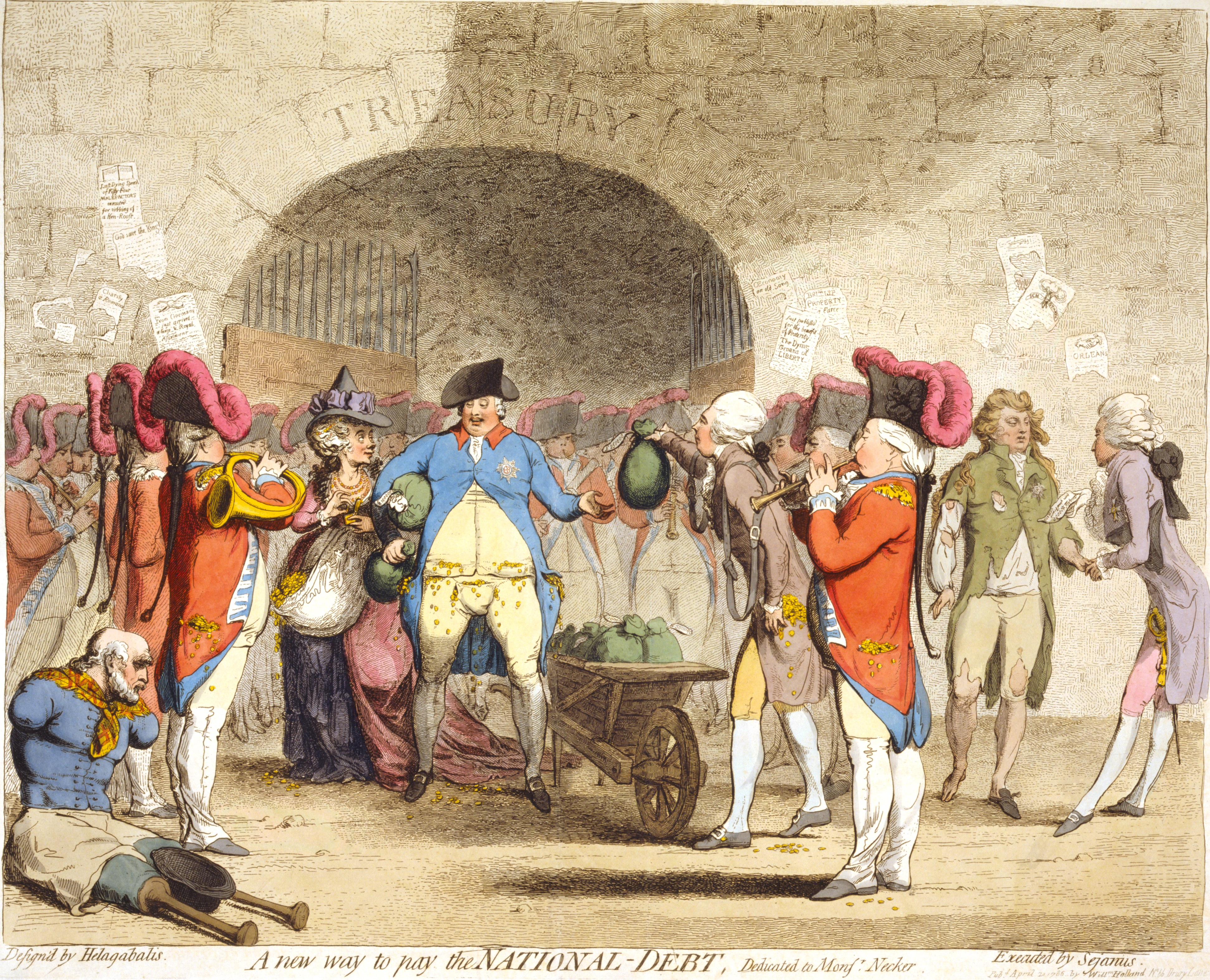
William Pitt kifizeti a király és felesége adósságait (1786-os karikatúra)

III. György 81 évig és 239 napig élt, ebből 59 évet és 96 napot töltött Nagy-Britannia trónján. Tovább uralkodott, mint bármelyik elődje és utána is csak Viktória és II. Erzsébet előzte meg.
Gúnyneve György gazda (Farmer George) volt; a karikaturisták kezdetben így csúfolták ki amiatt, mert a nagypolitika helyett inkább a mindennapi dolgok érdekelték. Idősebb korában a melléknevével inkább az egyszerű és takarékos király és a pompakedvelő trónörökös közti különbséget hangsúlyozták. III. György uralkodása alatt Nagy-Britannia bámulatos fejlődésen esett át: a mezőgazdasági forradalom elérte csúcspontját és jelentős előrehaladást értek el az iparban és a természettudományokban is. A vidéki lakosság száma addig példátlan módon megnőtt és elegendő munkaerőt biztosított az ipari forradalom megindításához. György gyűjtötte a matematikai és egyéb mérőműszereket (gyűjteménye ma a Londoni Természettudományi Múzeumban látható) és anyagilag támogatta William Herschel 12 méteres csillagászati teleszkópjának megépítését. Herschel hálából az általa felfedezett Uránusz bolygót először György csillagának (Georgium Sidus) nevezte el.
A népszerű angolszász történelemírásban Györgyöt egyszerre dicsérték és demonizálták. Uralkodása kezdetén népszerű volt, de az 1770-es évek közepén amerikai alattvalói őt hibáztatták a gyarmati kormányzat hibáiért. Ennek ellenére becslések szerint a tizenhárom gyarmat lakóinak mintegy fele hű maradt hozzá. A függetlenségi nyilatkozatban felsorolt sérelmek miatt az amerikai közvéleményben az rögzült, hogy zsarnok volt. Azok a történetírók viszont, akik uralkodása második felét tekintik, a francia befolyás és francia terjeszkedés elleni küzdelem brit nemzeti szimbólumának tartják.
A 19. és kora 20. századi brit történészek meglehetősen ellenségesek vele, de a 20. század közepén Lewis Namier munkássága nyomán megkezdődött III. György megítélésének újraértékelése. Mai értelmezés szerint az amerikaiak ellen viselt háborúval György nem a saját hatalmát és kiváltságait akarta fenntartani, hanem inkább a választott parlament adókivetési jogát védelmezte. Uralkodásának ideje beleillett a hosszú távú folyamatba, amelynek során a brit uralkodók fokozatosan elvesztették politikai hatalmukat és a nemzet erkölcsiségének megtestesítőivé váltak.

## Címerei
| György címere 1749–1751 között | Címere walesi hercegként (1751–1760) | Címere Nagy-Britannia királyaként (1760–1801) | Címere Nagy-Britannia és Írország Egyesült Királyságának királyaként (1801–1816) | Címere az Egyesült Királyság és Hannover királyaként (1816–1820) |

## Családja
III. Györgynek és Mecklenburg-Strelitzi Saroltának összesen 15 gyermeke született: 
| Név                      | Született            | Meghalt              | Házassága |
| ------------------------ | -------------------- | -------------------- | --- |
| György Ágost Frigyes     | 1762. augusztus 12.  | 1830. június 26.     | IV. György néven Nagy-Britannia királya, 1795-ben feleségül vette Braunschweig-Wolfenbütteli Karolinát                                                              |
| Frigyes Ágost            | 1763. augusztus 16.  | 1827. január 5.      | 1791-ben feleségül vette Hohenzollern Friderika porosz hercegnőt |
| Vilmos Henrik            | 1765. augusztus 21.  | 1837. június 20.     | IV. Vilmos néven Nagy-Britannia királya, 1818-ban feleségül vette Szász-Meiningeni Adelaidát.                                                                       |
| Sarolta Auguszta Matilda | 1766. szeptember 29. | 1828. október 6.     | 1797-ben feleségül ment Frigyes württembergi királyhoz |
| Eduárd Ágost             | 1767. november 2.    | 1820. január 23.     | 1818-ban feleségül vette Szász-Coburg-Saalfeldi Viktóriát. Az ő lánya volt Viktória királynő; így György rajta keresztül a mai európai uralkodók nagy részének őse. |
| Auguszta Zsófia          | 1768. november 8.    | 1840. szeptember 22. | nem ment férjhez |
| Erzsébet                 | 1770. május 22.      | 1840. január 10.     | 1818-ban férjhez ment VI. Frigyes hessen-homburgi tartománygrófhoz                                                                                                  |
| Ernő Ágost               | 1771. június 5.      | 1851. november 18.   | I. Ernő Ágost néven Hannover királya, 1815-ben feleségül vette Mecklenburg-Strelitzi Friderikát                                                                     |
| Ágost Frigyes            | 1773. január 27.     | 1843. április 21.    | 1793-ban titokban feleségül vette Augusta Murrayt, de a házasságot 1794-ben érvénytelenítették; 1831-ben feleségül vette Cecilia Underwoodot                        |
| Adolf Frigyes            | 1774. február 24.    | 1850. július 8.      | 1818-ban feleségül vette Hessen-Kasseli Augusztát |
| Mária                    | 1776. április 25.    | 1857. április 30.    | 1816-ban feleségül ment Vilmos Frigyes gloucesteri és edinburgh-i herceghez                                                                                         |
| Zsófia Matilda           | 1777. november 3.    | 1848. május 27.      | nem ment férjhez |
| Oktáviusz                | 1779. február 23.    | 1783. május 3.       | négyévesen belehalt a himlőinokulációba |
| Alfréd                   | 1780. szeptember 22. | 1782. augusztus 20.  | |
| Amália                   | 1783. augusztus 7.   | 1810. november 2.    | nem ment férjhez |

## Numizmatika
III. György uralkodása numizmatikai szempontból is érdekes korszak, ekkor került sor az 1816-os nagy érmereformra (Great Recoinage of 1816), az 1 font sterling és 1 shillinget érő guinea helyett a kerek 1 fontot érő érő arany sovereign érme bevezetésére, továbbá a brit pénzérmék stílusukban is megújultak, esztétikai, művészeti szempontból is sokkal magasabb színvonalat értek el.

### 1760-1815

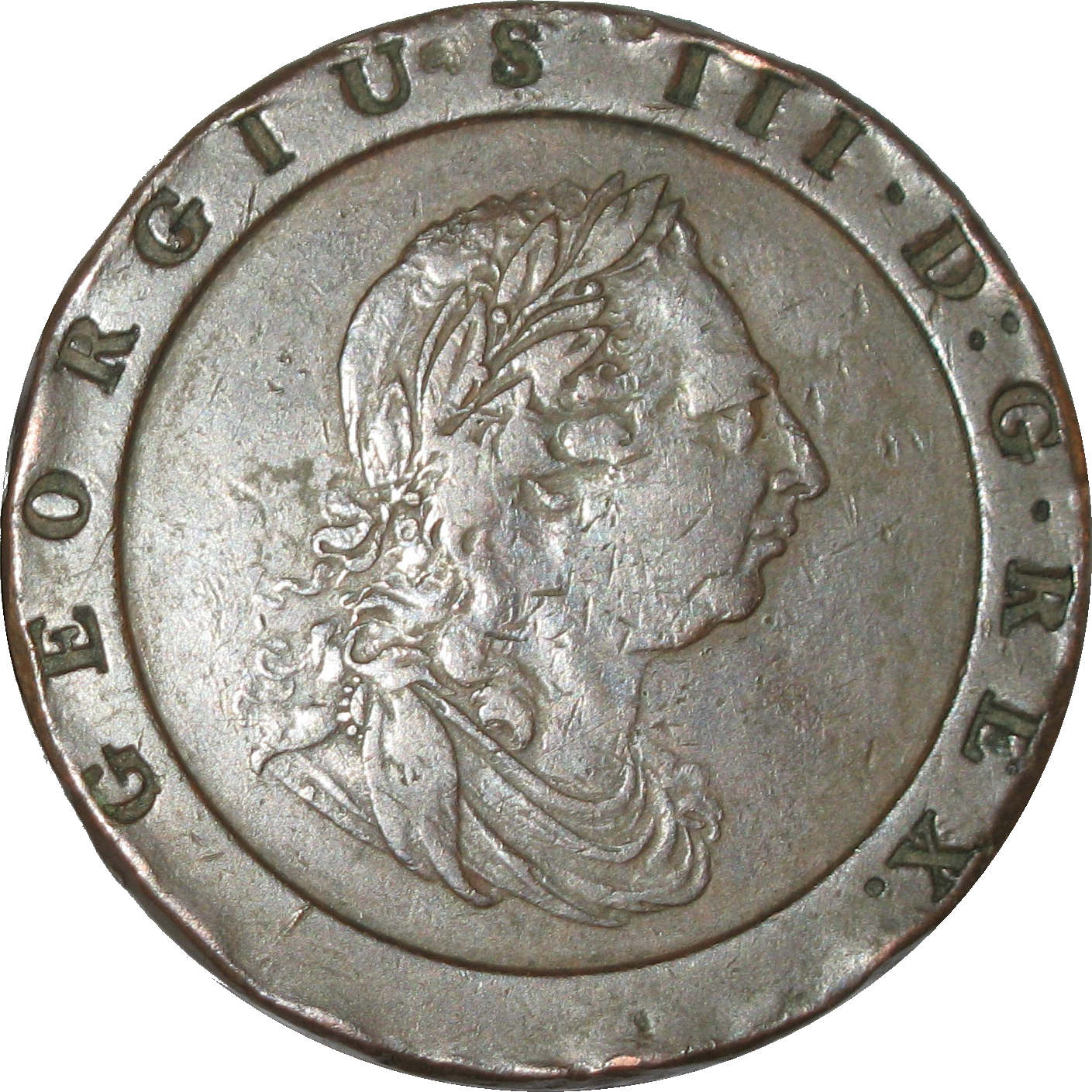
III. György hatalmas, 41 mm átmérőjű, 56,7 gramm súlyú, 1797-es réz 2 pennysének előoldala az uralkodó parókás, babérkoszorús portréjával.
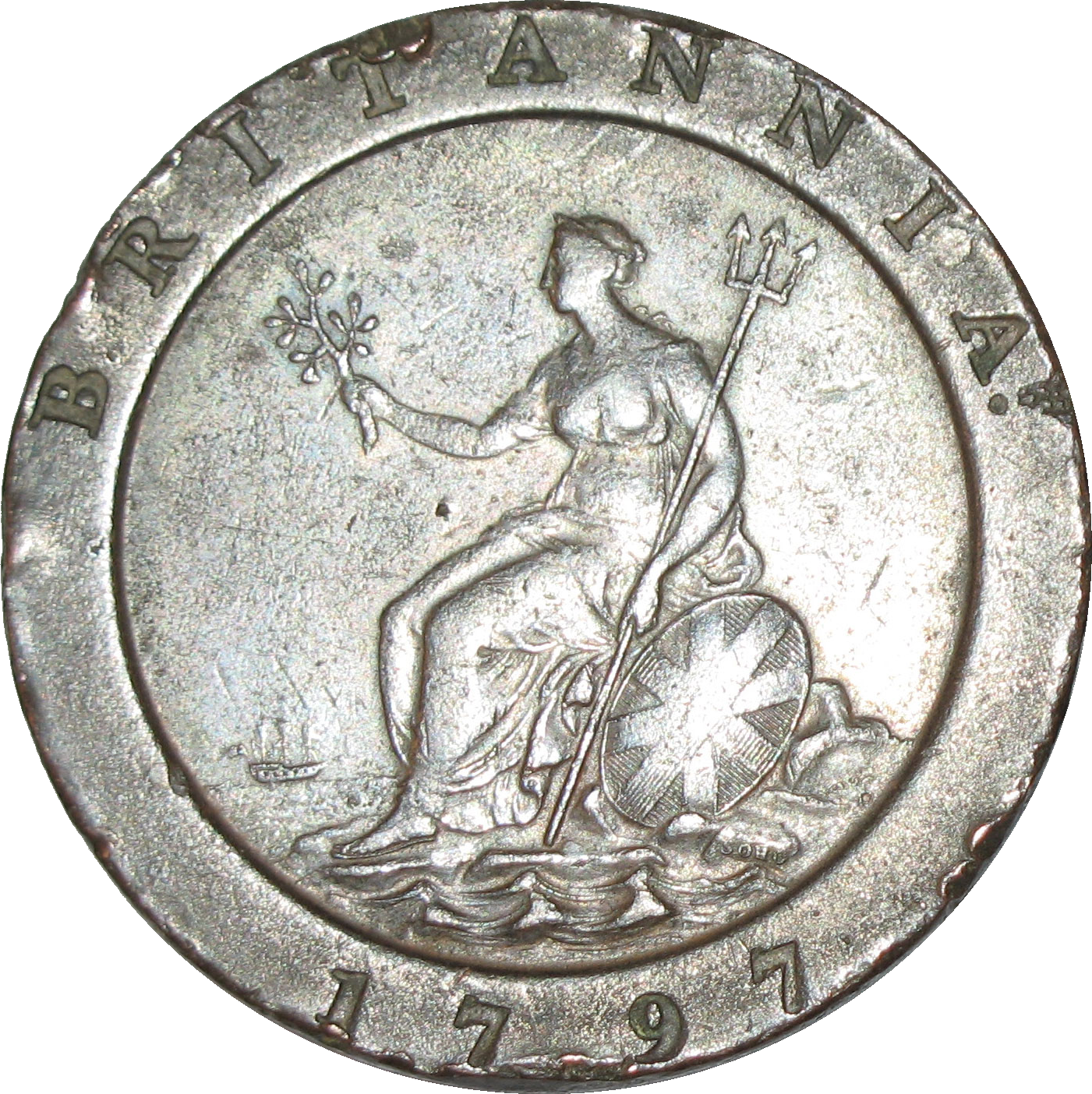
III. György 1797-es réz 2 pennysének hátoldala Britannia ábrázolásával.
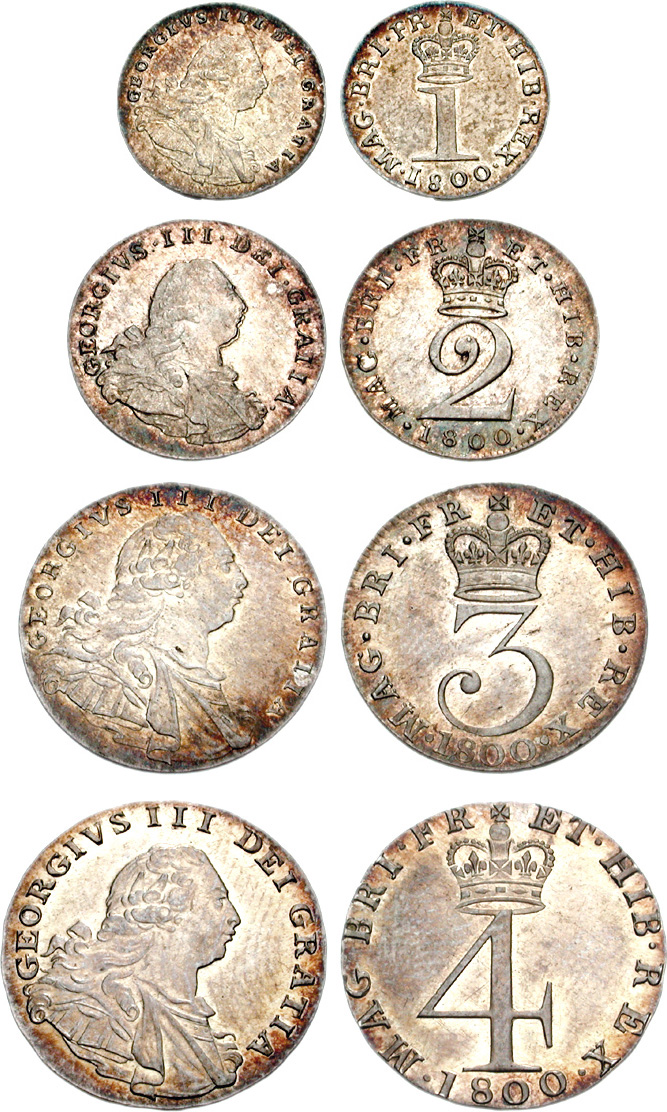
III. György ezüst 1, 2, 3 és 4 pennys érméi 1800-ból.
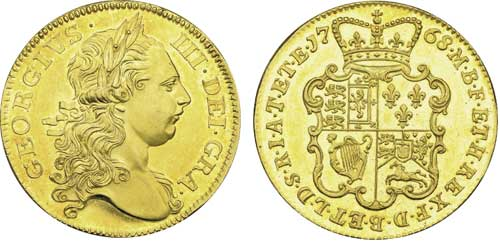
III. György arany 2 guinea (2,1 font sterling) érméje 1768-ból.
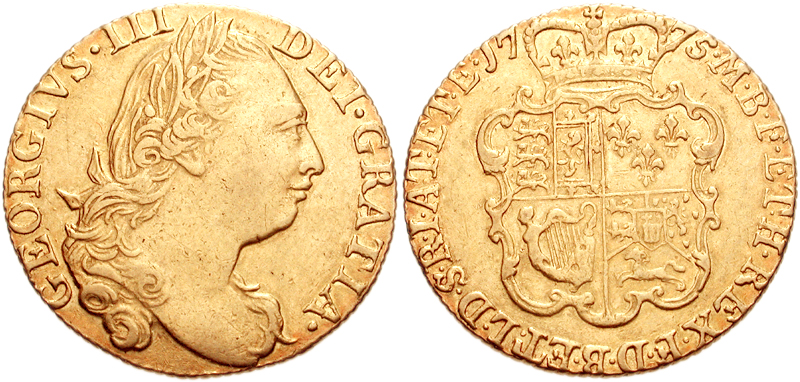
III. György arany 1 guinea (1,05 font sterling) érméje 1775-ből.

### Nagy érmereform (Great Recoinage of 1816) 1816-1820

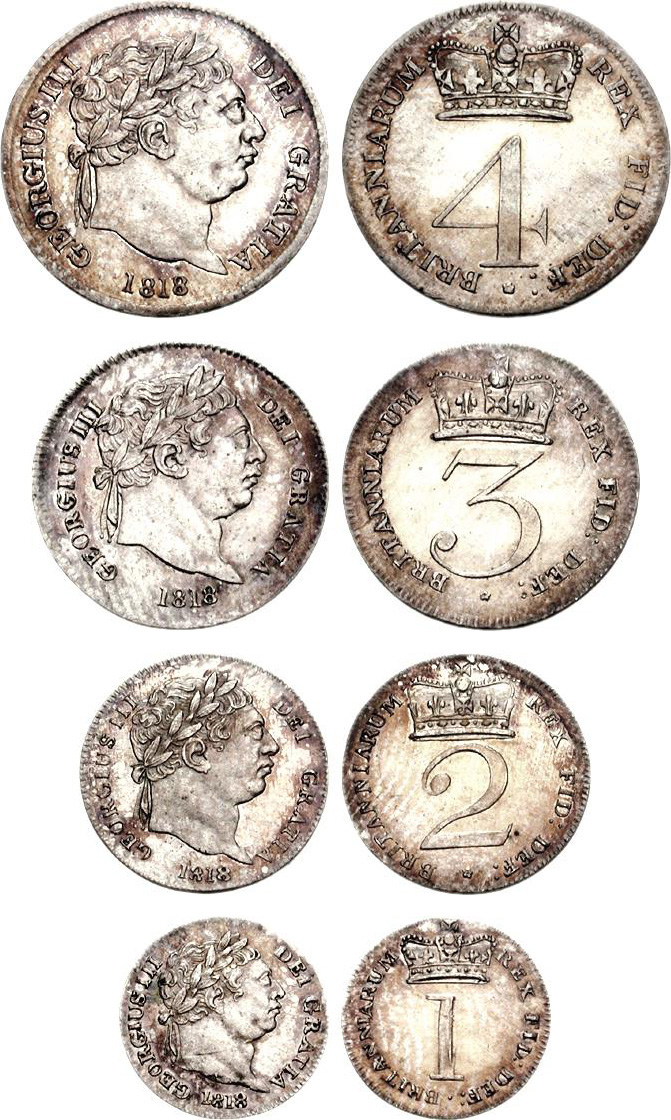
III. György híres bikafej (Bull Head) portrés ezüst 1, 2, 3 és 4 pennys érméi 1818-ból.
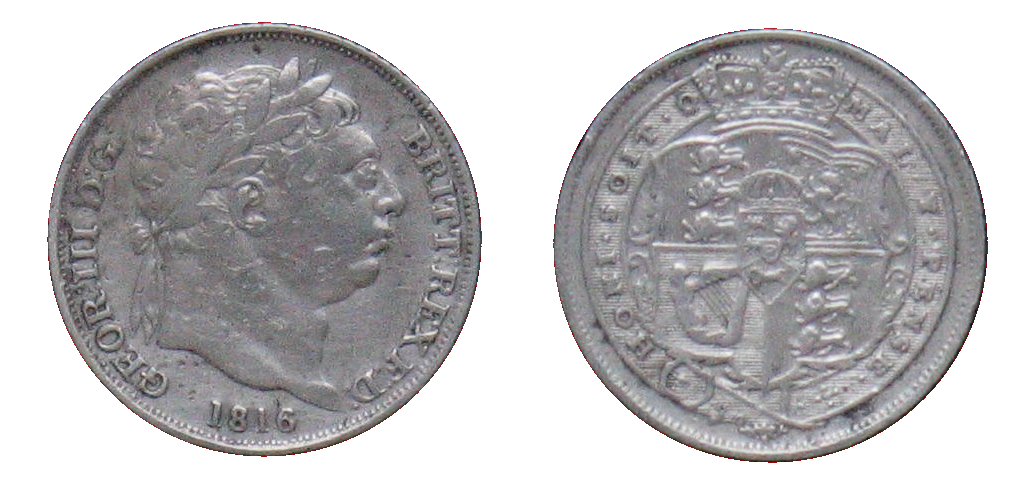
III. György híres bikafej (Bull Head) portrés ezüst 6 pennys érméje 1816-ból.
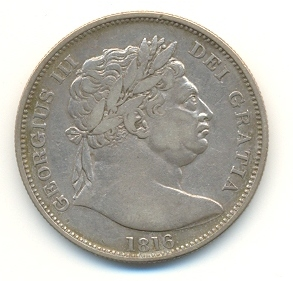
III. György híres bikafej (Bull Head) portrés ezüst fél koronás (half crown), azaz 1/8 font sterling érméje 1816-ból.
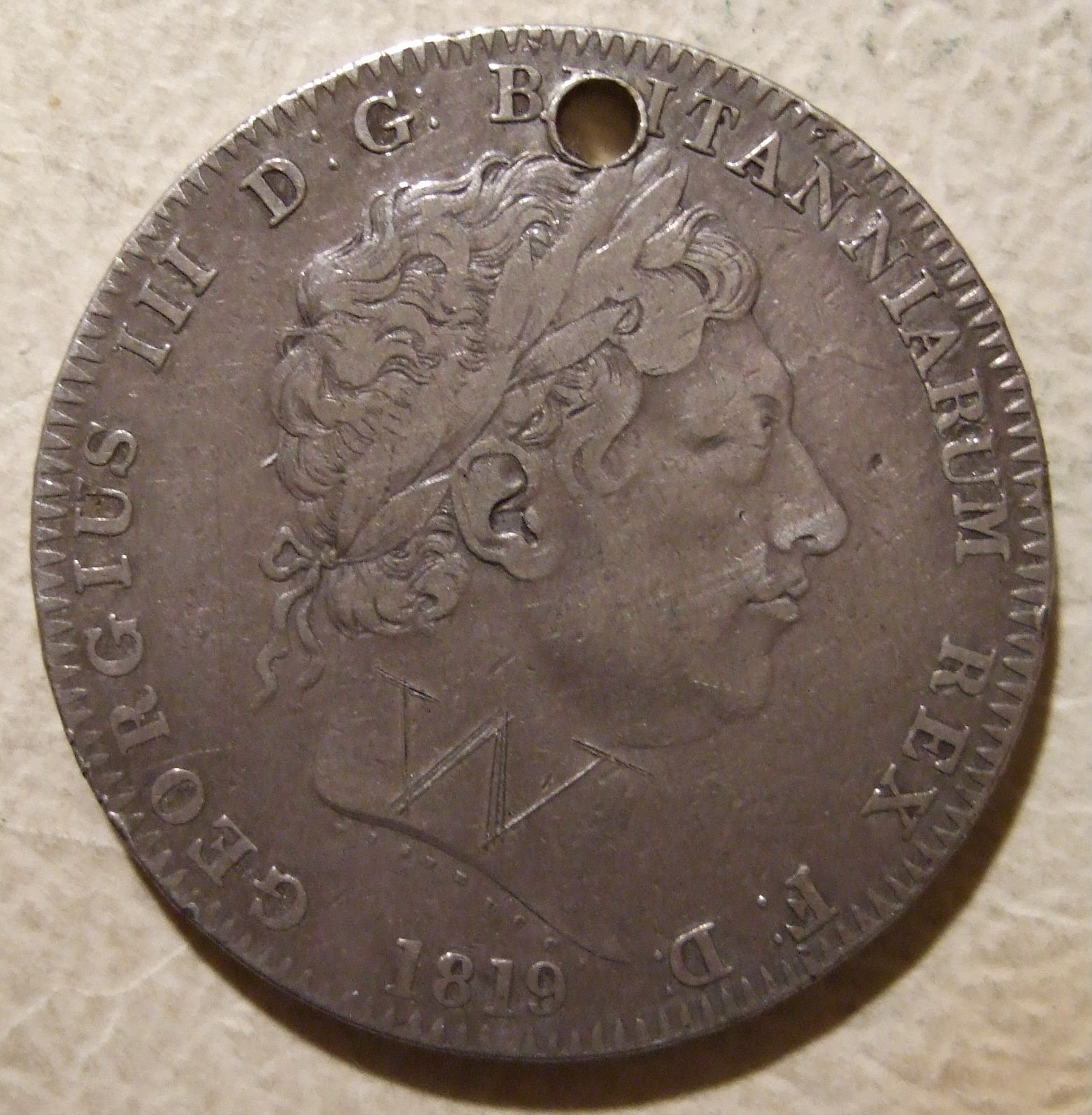
III. György ezüst koronása (crown), azaz 1/4 font sterling érméje 1819-ből.
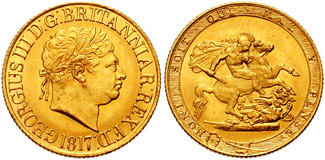
III. György babérkoszorús portrés arany sovereign (1 font sterling) érméje 1817-ből, hátoldalán Benedetto Pistrucci legendás sárkányölő Szent György ábrázolásával.

## Fordítás
- Ez a szócikk részben vagy egészben  a   George III of the United Kingdom című angol Wikipédia-szócikk ezen változatának fordításán alapul.  Az eredeti cikk szerkesztőit annak laptörténete sorolja fel. Ez a jelzés csupán a megfogalmazás eredetét és a szerzői jogokat jelzi, nem szolgál a cikkben szereplő információk forrásmegjelöléseként.

| Előző uralkodó: II. György | Anglia királya 1760 – 1820 | Következő uralkodó: IV. György |